# Лос-Навалусільйос
Лос-Навалусільйос (ісп. Los Navalucillos) — муніципалітет в Іспанії, у складі автономної спільноти Кастилія-Ла-Манча, у провінції Толедо. Населення — 2641 особа (2010).
Муніципалітет розташований на відстані близько 120 км на південний захід від Мадрида, 55 км на захід від Толедо.
На території муніципалітету розташовані такі населені пункти: (дані про населення за 2010 рік)
- Лос-Аларес: 95 осіб
- Лос-Навалусільйос: 2400 осіб
- Робледо-дель-Буей: 125 осіб
- Вальдеасорес: 21 особа

## Демографія
Динаміка населення (INE ):

## Галерея зображень

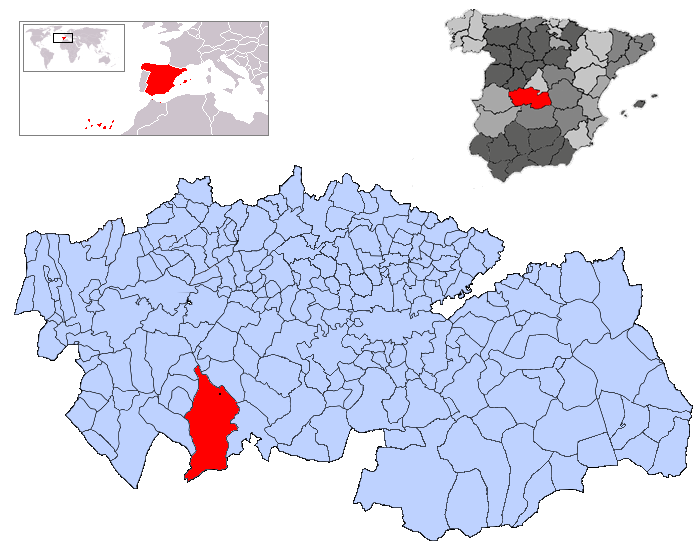
Розташування муніципалітету у провінції Толедо